# Fatnica
Fatnica (cyr. Фатница) – wieś w Bośni i Hercegowinie, w Republice Serbskiej, w gminie Bileća. W 2013 roku liczyła 74 mieszkańców.